# Гематома
Гемато́ма (от др.-греч. αἷμα «кровь»  + -ομα «опухоль») - ограниченное скопление крови, при котором образуется полость, содержащая жидкую или свернувшуюся кровь.

## Виды
Классифицируют гематому в зависимости от локализации (субсерозная, субдуральная, внутримышечная и др.), отношения к просвету кровеносного сосуда (пульсирующая, непульсирующая), состояния излившейся крови (свернувшаяся, инфицированная, нагноившаяся). Основными симптомами гематомы, расположенной в подкожной клетчатке и мышцах, являются: боль, наличие ограниченной припухлости, нарушение функции соответствующих мышц, изменение цвета кожи от лилово-красного до жёлто-зелёного, нередко повышение местной температуры. При гематоме внутренних органов на первый план выступают симптомы сдавления последних.

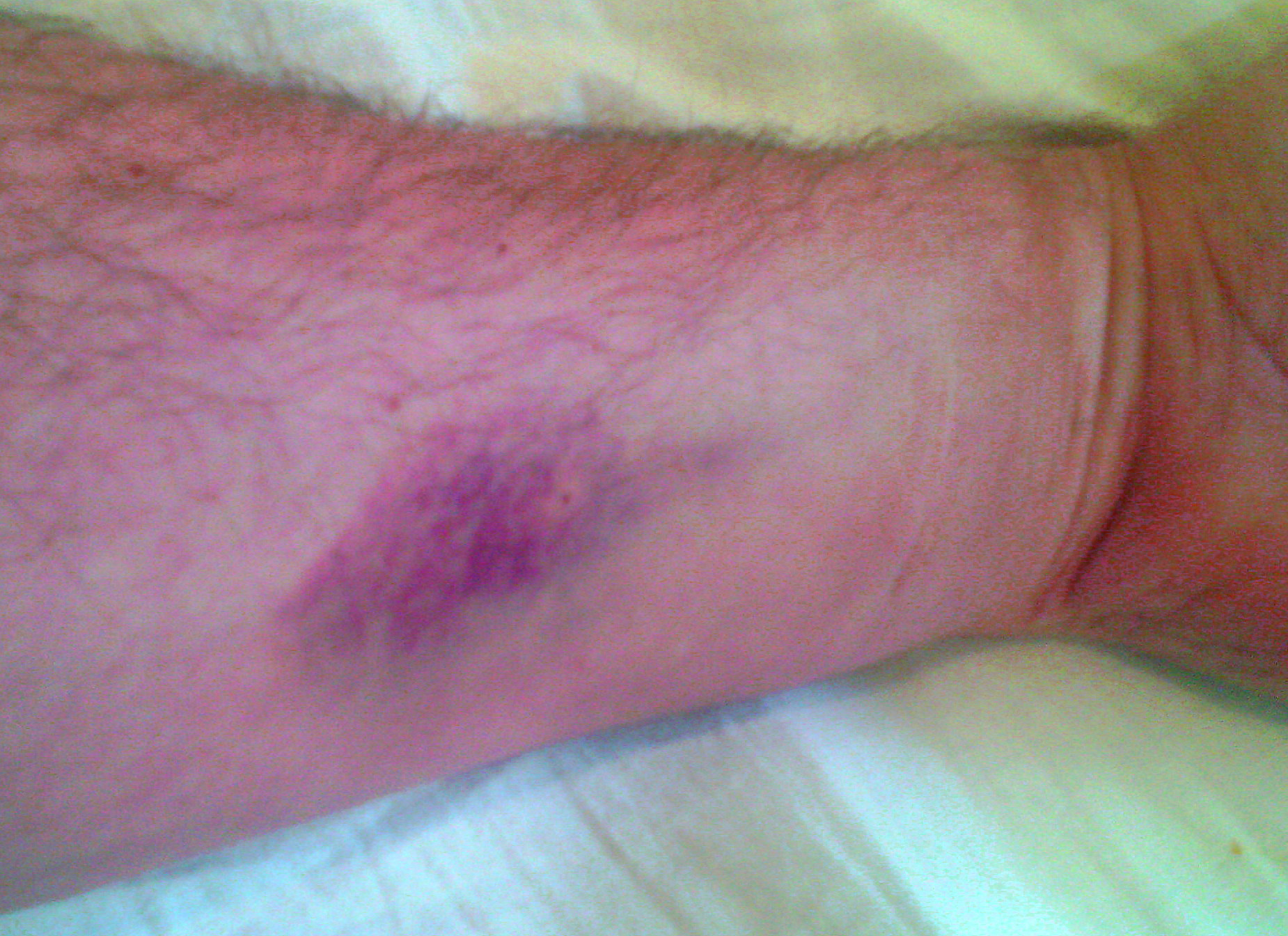
Гематома, вызванная непопаданием иглы в вену при установке капельницы

### Подкожная гематома
Подкожная гематома — это, в отличие от кровоподтека, скопление жидкой или свернувшейся крови в подкожно-жировой клетчатке. Диагноз «подкожная гематома» ставится на основании наличия видимого кровоподтека на коже и флюктуации кожи над кровоподтеком, подтверждается при вскрытии и опорожнении гематомы, проведения пункции, УЗИ или МРТ. Также в отличие от кровоподтека «цветение» подкожной гематомы начинается позднее и значительно длительнее по времени, что связано с относительно большим объемом излившейся крови.

### Внутричерепная гематома
Травматическая внутримозговая гематома. Чёткого определения понятия «гематома внутримозговая травматическая» в настоящее время не существует из-за продолжающейся эволюции взглядов на патогенез процесса (синонимы — травматическое внутримозговое кровоизлияние [ТВК], геморрагический ушиб головного мозга). Обычно диагноз ставят на основании компьютерной томографии (КТ) головного мозга, выявляющей очаг повышенной плотности в паренхиме мозга у пациента с ЧМТ (многие авторы не включают в это понятие очаги меньше 1 см в максимальном измерении). Очаги кровоизлияния чаще всего выявляют в зонах мозга, наиболее страдающих при ускорении/замедлении, — полюсы и базальные поверхности лобной, височной и затылочной долей. Обычно ТВК вызывает меньший масс-эффект, чем следовало бы ожидать при данном объёме. ТВК имеет тенденцию к прогрессивному увеличению в течение нескольких дней после травмы, что выявляют на последовательно проведённых контрольных КТ. В некоторых случаях кровоизлияние развивается отсрочено, в таком случае его называют — позднее ТВК. КТ, проведённая через несколько месяцев после травмы, выявляет минимальные изменения в веществе мозга (или вообще их отсутствие).
Острая травматическая субдуральная гематома. скопление крови в пространстве между внутренним листком твёрдой мозговой оболочки и арахноидальной оболочкой головного мозга. У пациентов с острой травматической субдуральной гематомой обычно обнаруживают значительно большее первичное повреждение головного мозга, чем у пациентов эпидуральной гематомой, поэтому результаты лечения этой группы больных значительно хуже. Так же бывает хроническая субдуральная гематома, которая обычно возникает у пожилых людей (средний возраст — 63 года). Менее чем у 50 % из них в анамнезе удаётся выявить черепно-мозговую травму. В 20—25 % случаев хроническая субдуральная гематома бывает двусторонней.
Гематома эпидуральная. локальное скопление крови в пространстве между внутренней поверхностью черепа и наружным листком твёрдой мозговой оболочки (эпидуральное пространство).

## Лечение гематомы

### Внутричерепная гематома
Гематома внутримозговая травматическая. Лечение в большинстве случаев консервативное: поддержка витальных функций; коррекция внутричерепного давления с целью поддержания его ниже 25 мм рт.ст. (маннитол, вентрикулярный дренаж, барбитураты, гипервентиляция). При ухудшении состояния больного вследствие вклинения (или явной угрозе его развития) показано оперативное вмешательство.
Острая травматическая черепная субдуральная гематома. В большинстве случаев при острой субдуральной гематоме необходимо экстренное оперативное вмешательство — краниотомия, удаление гематомы. Абсолютное показание к операции — гематома толщиной более 1 см по данным компьютерной томографии. В послеоперационном периоде необходима интенсивная терапия с поддержкой витальных функций и контроль уровня внутричерепного давления (должно составлять менее 25 мм рт.ст.) — маннитол, вентрикулярный дренаж, барбитураты, гипервентиляция.
Гематома эпидуральная. В большинстве случаев показано срочное оперативное вмешательство.